# Александровиці (Малопольське воєводство)
Александровиці (пол. Aleksandrowice) — село в Польщі, у гміні Забежув Краківського повіту Малопольського воєводства.
Населення — 735 осіб (2011).
У 1975-1998 роках село належало до Краківського воєводства.

## Демографія
Демографічна структура станом на 31 березня 2011 року:
|          | Загалом | Допрацездатний вік | Працездатний вік | Постпрацездатний вік |
| -------- | ------- | ------------------ | ---------------- | -------------------- |
| Чоловіки | 373     | 66                 | 275              | 32                   |
| Жінки    | 362     | 51                 | 223              | 88                   |
| Разом    | 735     | 117                | 498              | 120                  |